# NGC 561
NGC 561 is een balkspiraalstelsel in het sterrenbeeld Andromeda. Het hemelobject werd op 23 augustus 1862 ontdekt door de Duits-Deense astronoom Heinrich Louis d'Arrest.

## Synoniemen
- PGC 5489
- UGC 1048
- MCG 6-4-29
- ZWG 521.32
- IRAS01254+3403